# Нижний Субансири
Нижний Субансири (англ. Lower Subansiri) — округ на западе центральной части индийского штата Аруначал-Прадеш. Образован 13 мая 1980 года в результате разделения округа Субансири на Нижний и Верхний. В 1993 году из части территории округа Нижний Субансири был образован новый округ Папум-Паре. Административный центр — город Зиро. Своё название округ получил от реки Субансири, протекающей по его территории. Площадь округа — 10 135 км². По данным всеиндийской переписи 2001 года население округа составляло 98 244 человек. Уровень грамотности взрослого населения составлял 48,8 %, что ниже среднеиндийского уровня (59,5 %). Доля городского населения составляла 12,6 %.

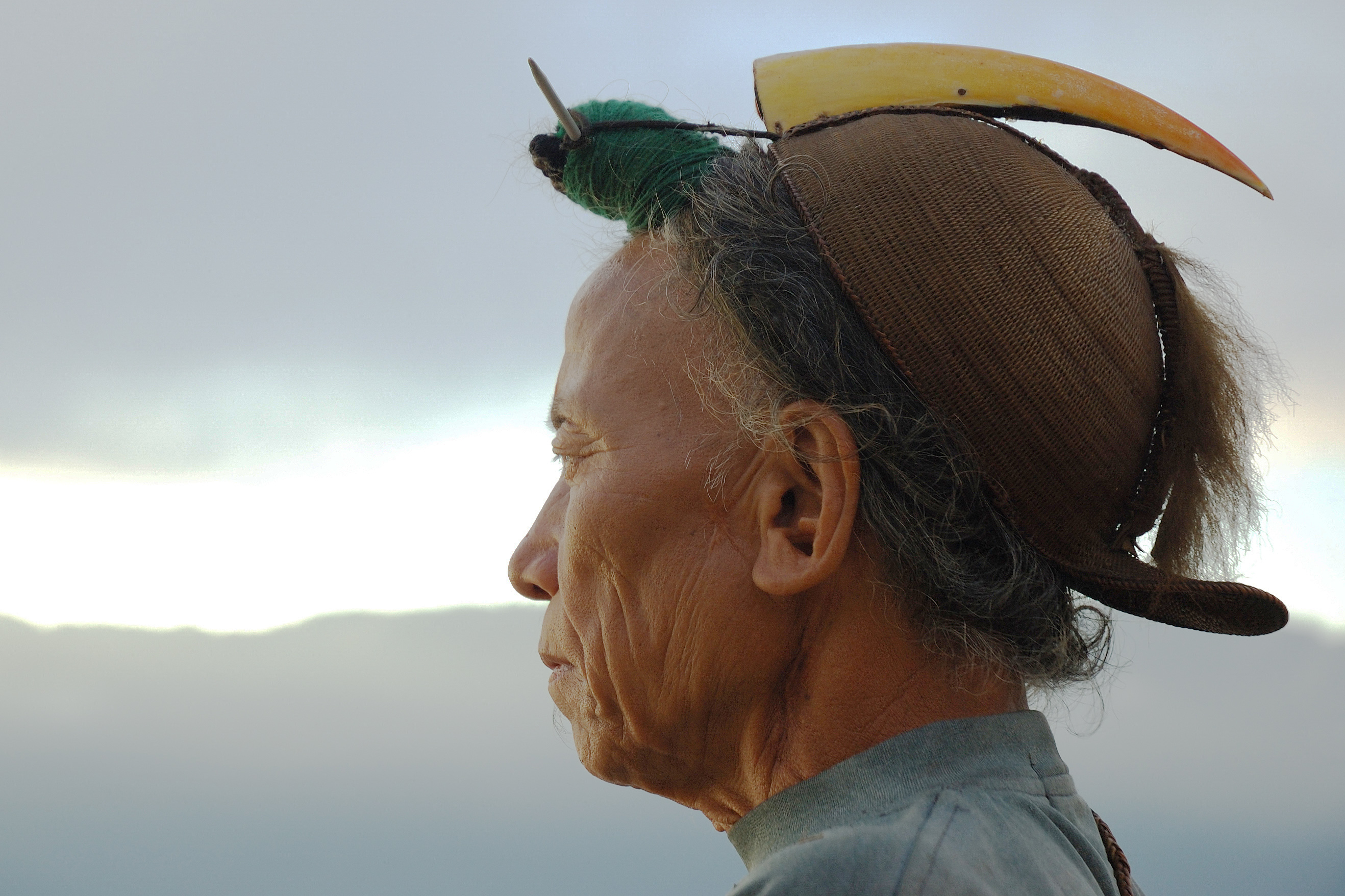
Мужчина из племени ниши

В округе проживают преимущественно народы ниши и апатани.
В 1995 году в округе появился заповедник Талли-Валли, площадью 337 км².